# Canadian Touring Car Championship
Canadian Touring Car Championship, förkortas CTCC, tidigare Castrol Canadian Touring Car Championship (CCTCC), är det kanadensiska standardvagnsmästerskapet. Mästerskapet, som drivs av ASN Canada FIA, grundades 2007 med Castrol son huvudsponsor. Tävlingarna är 20, 30 eller 40 minuter långa sprintrace.
Mästerskapet är uppdelat i två klasser; Touring och Super Touring. Touring-klassen består av bilar med minimalt modifierade motorer. Nästan inga ändringar, jämfört med vanliga gatbilar, är tillåtna. Motorstorleken får inte överstiga två liter. Vanliga bilmärken i Touring-klassen är Mini, Mercedes-Benz, Honda, Acura och Nissan. Super Touring-klassen består av kraftigt modifierade standardvagnar, med en motorstorlek på maximalt 2,8 liter. Vanliga bilar i Super Touring-klassen är BMW 3-serie, Lexus, Saab 9-3, Acura, Audi A4, Dodge SRT-4, Subaru och Volkswagen Golf.

## Säsonger
| Säsong | Super Touring-mästare | Super Touring-mästare | Super Touring-mästare | Touring-mästare | Touring-mästare           | Touring-mästare |
| Säsong | Förare                | Team                  | Bil                   | Förare          | Team                      | Bil             |
| ------ | --------------------- | --------------------- | --------------------- | --------------- | ------------------------- | --------------- |
| 2007   | okänt                 | okänt                 | okänt                 | okänt           | okänt                     | okänt           |
| 2008   | okänt                 | okänt                 | okänt                 | Andre Rapone    | Durabond Racing           | Acura Type R    |
| 2009   | Nick Wittmer          | Lombardi Honda Racing | Honda Civic           | Alain Lauziere  | Octane Motorsport         | Mini Cooper     |
| 2010   | Nick Wittmer          | Lombardi Honda Racing | Honda Civic           | Anthony Rapone  | Durbond/Compass360 Racing | Honda Civic     |
| 2011   | Etienne Borgeat       | GT Racing             | Pontiac Solstice      | Tom Kwok        | M&S Racing                | Honda Civic Si  |